# The Last in Line
The Last in Line — второй студийный альбом хеви-метал-группы Dio, выпущенный 13 июля 1984 года. Диск получил статус золотого диска (было продано 500 000 копий в США) RIAA 12 сентября 1984 года, а затем — платинового (1 000 000 копий) 3 февраля 1987.

## Список композиций
Все тексты написаны Ронни Джеймсом Дио.
| №  | Название                | Музыка                            | Длительность |
| -- | ----------------------- | --------------------------------- | ------------ |
| 1. | «We Rock»               | Дио                               | 4:33         |
| 2. | «The Last in Line»      | Дио, Вивиан Кэмпбелл, Джимми Бэйн | 5:46         |
| 3. | «Breathless»            | Дио, Кэмпбелл                     | 4:09         |
| 4. | «I Speed at Night»      | Дио, Кэмпбелл, Бэйн, Винни Апписи | 3:26         |
| 5. | «One Night in the City» | Дио, Кэмпбелл, Бэйн, Апписи       | 5:14         |

| №  | Название                    | Музыка                      | Длительность |
| -- | --------------------------- | --------------------------- | ------------ |
| 6. | «Evil Eyes»                 | Дио                         | 3:38         |
| 7. | «Mystery»                   | Дио, Бэйн                   | 3:55         |
| 8. | «Eat Your Heart Out»        | Дио, Кэмпбелл, Бэйн, Апписи | 3:50         |
| 9. | «Egypt (The Chains are On)» | Дио, Кэмпбелл, Бэйн, Апписи | 7:01         |

## Участники записи
- Ронни Джеймс Дио — вокал, клавишные
- Вивиан Кэмпбелл — гитара
- Джимми Бэйн — бас-гитара
- Клод Шнелл — клавишные
- Винни Апписи — ударные

## Позиция в чартах

### Альбом
| Год  | Чарт                                   | Позиция |
| ---- | -------------------------------------- | ------- |
| 1984 | Великобритания (UK Albums Chart)       | 04      |
| 1984 | Швеция (Swedish Albums Chart)          | 06      |
| 1984 | Норвегия (Norwegian Albums Chart)      | 07      |
| 1984 | Нидерланды (GfK Dutch Charts)          | 011     |
| 1984 | Германия (German Albums Chart)         | 023     |
| 1984 | США (Billboard 200)                    | 023     |
| 1984 | Канада (RPM100 Albums)                 | 051     |
| 2012 | Япония (Oricon Japanese Albums Charts) | 154     |

### Синглы
| Год  | Название           | Чарт                  | Позиция |
| ---- | ------------------ | --------------------- | ------- |
| 1984 | «Mystery»          | Mainstream Rock (USA) | 20      |
| 1984 | «Mystery»          | UK Singles Chart      | 34      |
| 1984 | «We Rock»          | Mainstream Rock (USA) | 14      |
| 1984 | «We Rock»          | UK Singles Chart      | 42      |
| 1984 | «The Last in Line» | Mainstream Rock (USA) | 10      |

## Сертификации
| Страна         | Организация | Год  | Статус                  |
| США            | RIAA        | 1987 | Платиновый (+1,000,000) |
| Великобритания | BPI         | 1986 | Серебряный (+60,000)    |